# Stefan Grot-Rowecki
Stefan Pavel Rowecki (pseudonym: Grot, alternativně Stefan Paweł Grot-Rowecki, 25. prosince 1895 – 2. srpna 1944) byl polský generál, novinář a vůdce Zemské armády. Byl zavražděn gestapem, pravděpodobně na přímý pokyn říšského vůdce SS Heinricha Himmlera.

## Život
Rowecki se narodil v Piotrków Trybunalski. Ve svém rodném městě byl jedním z organizátorů tajné průzkumné organizace. Během první světové války byl odveden do rakousko-uherské armády a později do první brigády polské legie. Byl internován v srpnu 1917 poté, co většina jeho jednotky odmítla slíbit věrnost rakouskému císaři. V únoru 1918 byl propuštěn z internačního tábora, nacházejícího se v obci Beniaminów nedaleko Varšavy. Po vzniku nově nezávislého Polska, vstoupil do polské armády. Posléze bojoval v polsko-sovětské válce (1919–1920). Po válce zůstal v armádě a organizoval první vojenský týdeník ('Przegląd Wojskowy'). Od roku 1930–1935 velel 55. pěšímu pluku v Lešně.

## Druhá světová válka
Od června 1939 organizoval Rowecki ve Varšavě obrněnou motorizovanou brigádu (pl. Warszawska Brygada Pancerno-Motorowa) vyzbrojenou tanky 7TP a tančíky TKS. Dne 1. září 1939 byla nacisty zahájena invaze do Polska. Jednotka generála Roweckiho nedosáhla plné mobilizace, ale podílela se na obraně Polska.
Po porážce Polska se Roweckimu podařilo vyhnout zajetí a vrátil se do Varšavy. V říjnu 1939 se stal jedním z vůdců, v roce 1940 již velitelem Svazu ozbrojeného boje (pl. Związek Walki Zbrojnej, 'ZWZ'). Od roku 1942 byl velitelem Zemské armády.
V roce 1941 organizoval Stefan Grot-Rowecki sabotáže, a to v rámci diverzní jednotky Wachlarz, na území na východ od polské předválečné hranice. Dne 30. června 1943 byl zatčen gestapem ve Varšavě a poslán do Berlína, kde byl vyslýchán řadou významných nacistů (např. Ernstem Kaltenbrunnerem, Heinrichem Himmlerem a Heinrichem Müllerem). Pravděpodobně byl popraven mezi 2.–7. srpnem 1944 v KZ Sachsenhausen. Jeho hrob se nachází na hřbitově 'Cmentarz Powązkowski' ve Varšavě.

## Tři zrádci polského národa
Generál Grot-Rowecki byl zatčen nacisty z důvodu, že ho zradili tři polští kolaboranti, tajní agenti gestapa, Ludwik Kalkstein-Stoliński (alias "Hanka", "H", Agent č. 97, "Paul Henchel"), Eugeniusz Świerczewski (alias "Gens", Agent č. 100) a Blanka Kaczorowska (alias "Sroka", V-98).
Všichni tři byli spolu také v úzkém rodinném vztahu, neboť sestra L. Kalksteina-Stolińskiho byla zároveň manželkou výše uvedeného E. Świerczewskiho. Byli odsouzeni k trestu smrti za velezradu tribunálem polského podzemního státu, pověšen z nich byl avšak jenom jeden.
- Eugeniusz Swierczewski (1894–1944) byl na základě vydaného rozhodnutí pod dohledem příslušníka Zemské armády, Stefana Ryśa (alias "Józefa"), v suterénu ulice Krochmalna, ve Varšavě oběšen.
- Ludwik Kalkstein-Stoliński (1920, Varšava – 1994, Mnichov) bojoval během Varšavského povstání roku 1944 v jednotce Waffen SS, a to pod jménem 'Konrad Stark'. V roce 1982 emigroval do Francie, kde údajně v roce 1994 zemřel. Posléze bylo zjištěno, že dožil v emigraci pod cizím jménem, tj. jako 'Edward Ciesielski' v Mnichově, kde také v roce 1994 skutečně zemřel.
- Blanka Kaczorowska (1922–2004) byla v období války ženou výše uvedeného Ludwika Kalksteina-Stolińskiho, s nímž měla i syna. V roce 1971 emigrovala do Francie, kde i dožila.[9] Datum jejího úmrtí je avšak, jako jediné ze všech tří odsouzených, nejednoznačné. Polský historik, dr. Witold Pronobis, jenž je po matce přímým příbuzným gen. Stefana Grota-Roweckiho, uvádí ve stati 'Upokorzenie zdrajców ''Grota"' jako rok jejího úmrtí 2002 (viz níže), její syn zase rok 2004, avšak přesně neví, kde je jeho matka pochována. Rok 2004 přejímají jako rok jejího úmrtí i polská média.[10]

## Vyznamenání
| Stát                   | Stuha                                        | Název                                | Datum udělení            |
| ---------------------- | -------------------------------------------- | ------------------------------------ | ------------------------ |
| Francie                |                                              | důstojník Řádu čestné legie          | 1937                     |
| Polsko                 |                                              | Řád bílé orlice in memoriam          | 1995, 11. listopadu      |
| Polsko                 |                                              | Zlatý kříž Řádu Virtuti Militari     | 1942                     |
| Polsko                 |                                              | Stříbrný kříž Řádu Virtuti Militari  | 1923                     |
| Polsko                 |                                              | důstojník Řádu znovuzrozeného Polska | 1925                     |
| Polsko                 |                                              | Kříž za chrabrost                    | uděleno 8x               |
| Polsko                 |                                              | Zlatý Záslužný kříž                  | 1928 1938, 11. listopadu |
| Polsko                 | Kříž nezávislosti s meči                     |                                      |                          |
| Polsko                 |                                              | Kříž nezávislosti                    | 1931, 13. května         |
| Polsko                 |                                              | Kříž Armii Krajowej in memoriam      | 1967                     |
| Polsko                 | Medaile Desetiletí znovuzískané nezávislosti |                                      |                          |
| Polsko                 | Pamětní medaile na válku 1918–1921           |                                      |                          |
| Polsko                 |                                              | Odznak za zranění                    | uděleno 3x               |
| Spojené státy americké |                                              | komandér Legion of Merit in memoriam | 1984, 9. srpna           |

## Fotogalerie

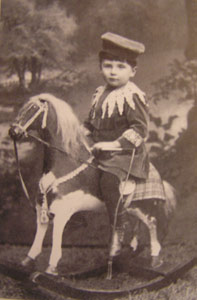
Stefan Grot-Rowecki ve věku 4 let (1899)
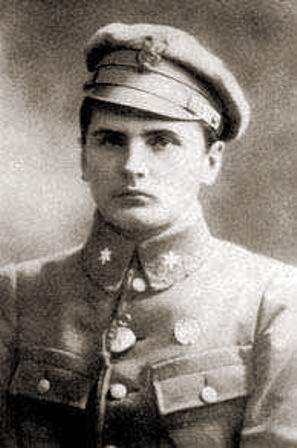
Stefan Grot-Rowecki (1915)
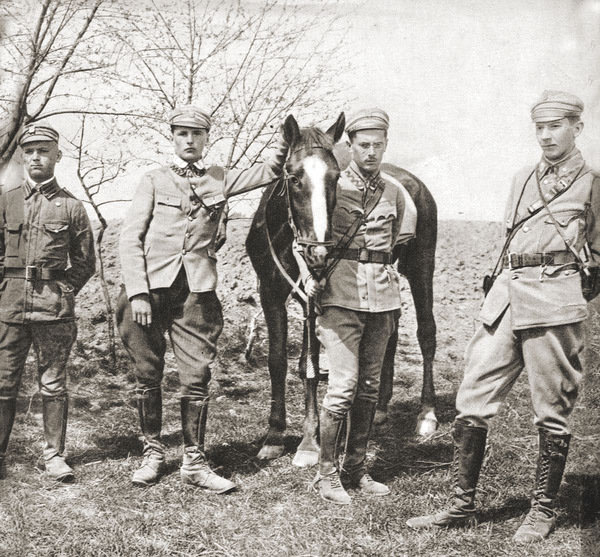
Polské légie – 5. pěchotní pluk. Stefan Grot-Rowecki s rukou na koni (1915)
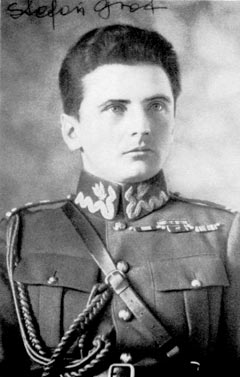
Stefan Grot-Rowecki (1926)
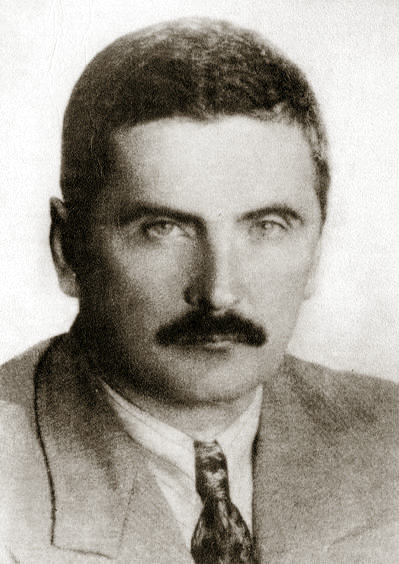
Nacisty zavražděný gen. Stefan Grot-Rowecki
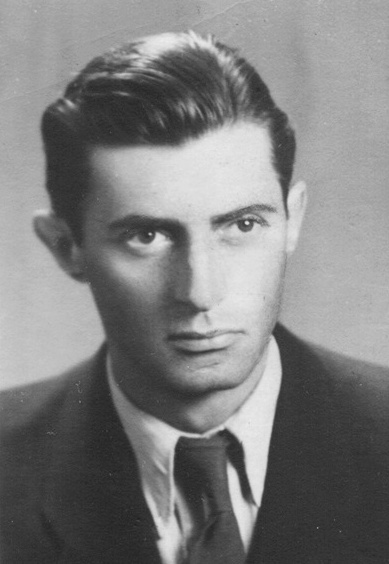
Ludwik Kalkstein-Stoliński, pozdější agent gestapa, jeden ze tří zrádců
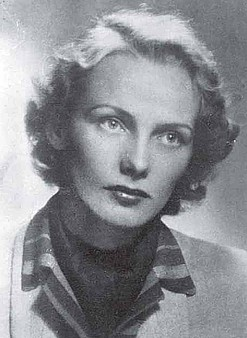
Blanka Kaczorowska, pozdější agentka gestapa, jeden ze tří zrádců